# Рейтинг ATP
Рейтинг ATP — офіційна система підрахунку досягнень спортсменів, яку використовує Асоціація тенісистів-професіоналів і оновлює щотижня. Вперше рейтинг опублікували в серпні 1973 року, а у 2009 році до системи його обчислення внесли значні зміни.

## Правила нарахування очок
Кожному спортсмену (парі) зараховується 18 найкращих результатів, показаних на турнірах протягом сезону (19 для тенісистів, які пробилися на фінал Світового Туру ATP). Кожен результат залишається в рейтингу протягом 52 тижнів після закінчення турніру (окрім ATP Wolrd Tour Finals, очки за який знімаються у наступний понеділок після завершення останнього турніру АТР в сезоні).
Турніри Великого шлему
Для тенісистів з топ-30 рейтингу після змін 2009 року є обов'язковими очки, зароблені на 4 турнірах Grand Slam і 8 турнірах серії Мастерс (турнір у Монте-Карло не є обов'язковим з 2010 року). Також до заліку йдуть чотири найкращі результати, показані на турнірах категорії ATP 500 (один із яких має бути зіграний після US Open) і два найкращі результати на турнірах категорій ATP 250 і «челленджер» («найкращі результати на інших турнірах»). Якщо гравець узяв участь менш ніж у 4 турнірах категорії 500 або не зіграв у турнірі цієї категорії після US Open, він отримує 0 очок за відсутні турніри, проте за певних умов можуть бути враховані лише 3 або 2 результати на турнірах категорії 500.
Для тенісистів поза топ-30 після змін 2009 обов'язково нараховуються очки за кожний із 4 турнірів Grand Slam і вісім турнірів Мастерс, але тільки в тому випадку, якщо вони кваліфікувалися на ці турніри. Також враховуються шість найкращих результатів на інших турнірах, але не більше 4 найкращих результатів на турнірах категорії ATP 500. У тому випадку, якщо гравець не мав права прямої участі в турнірі Grand Slam або категорії Мастерс і не взяв у ньому участі, він може замінити 0 очок за цей турнір результатом за один із турнірів категорії ATP 250 або «челленджер» .
У разі підтвердженої травми, через яку тенісист пропустив 30 або більше днів, обмеження на участь у турнірах знімаються, і в залік йдуть 18 найкращих результатів.
Починаючи з 2008 року участь в індивідуальних і парних матчах Світової групи Кубка Девіса приносить очки в індивідуальний і парний рейтинг відповідно. Очки, набрані в іграх Кубка Девіса протягом останніх 52 тижнів, можуть бути враховані замість очок за турнір категорії ATP 500.
Максимальна кількість очок, яку можна набрати в індивідуальному розряді в іграх Кубка Девіса — 625, за умови перемоги у восьми іграх і виграшу командою трофея. У парному розряді можна набрати 350 очок — за умови перемоги в чотирьох іграх і виграшу трофея.
Очки за Кубок Девіса враховуються в рейтингу при виконанні однієї з двох умов:
- кількість зіграних протягом року турнірів категорії 500 менше чотирьох, і очки за Кубок Девіса перевищують найгірший результат із «найкращих результатів на інших турнірах» — тобто при врахуванні Кубка Девіса сумарний рейтинг збільшується;
- кількість врахованих турнірів категорії 500 дорівнює чотирьом, і очки за Кубок Девіса перевищують найгірший із врахованих результатів, однак при цьому не може бути замінено 0 очок.

Командний чемпіонат світу, що відбувається в травні в Дюссельдорфі, вважається турніром категорії 250. За перемогу в кожній із 3 ігор групового раунду перша ракетка команди отримує 35 очок, друга — 25 очок; за перемогу у фінальному матчі — 95 і 50 очок відповідно. У разі перемоги гравця у всіх чотирьох іграх, а також виграшу його командою титулу, він отримує бонус в розмірі 50 очок; таким чином, максимально можливу кількість очок, яку можна отримати за участь у командному чемпіонаті світу, становить 250 очок для першої ракетки команди і 175 для другої.
З 2000 до 2008 року ATP вела дві паралельні системи підрахунку рейтингу гравців: Гонка ATP (англ. ATP Race) і Рейтинг ATP (англ. ATP Ranking). ATP Race враховувала результати виступів тільки в поточному сезоні, у той час як ATP Ranking — результати останніх 52 календарних тижнів. Вісім найсильніших тенісистів і пар, які отримують право на виступ в ATP World Tour Finals, до 2009 визначалися за очками, набраними в ATP Race. Починаючи з сезону 2009 року ATP Race було скасовано.

## Нарахування очок з 2009 року
| Категорія турніру                   | П           | Ф          | ПФ (3-є/4-е)           | ЧФ                                                                                                 | R16                                                                                                | R32                                                                                                | R64                                                                                                | R128                                                                                               | Додаткові очки за кваліфікацію                                                                     |
| ----------------------------------- | ----------- | ---------- | ---------------------- | -------------------------------------------------------------------------------------------------- | -------------------------------------------------------------------------------------------------- | -------------------------------------------------------------------------------------------------- | -------------------------------------------------------------------------------------------------- | -------------------------------------------------------------------------------------------------- | -------------------------------------------------------------------------------------------------- |
| Турніри Grand Slam                  | 2000        | 1200       | 720                    | 360                                                                                                | 180                                                                                                | 90                                                                                                 | 45                                                                                                 | 10                                                                                                 | 25                                                                                                 |
| ATP World Tour Finals               | 1500^ 1100m | 1000^ 600m | 600^ 200m              | (200 за кожну перемогу в груповому етапі, +400 за перемогу у півфіналі, +500 за перемогу у фіналі) | (200 за кожну перемогу в груповому етапі, +400 за перемогу у півфіналі, +500 за перемогу у фіналі) | (200 за кожну перемогу в груповому етапі, +400 за перемогу у півфіналі, +500 за перемогу у фіналі) | (200 за кожну перемогу в груповому етапі, +400 за перемогу у півфіналі, +500 за перемогу у фіналі) | (200 за кожну перемогу в груповому етапі, +400 за перемогу у півфіналі, +500 за перемогу у фіналі) | (200 за кожну перемогу в груповому етапі, +400 за перемогу у півфіналі, +500 за перемогу у фіналі) |
| Мастерс 1000                        | 1000        | 600        | 360                    | 180                                                                                                | 90                                                                                                 | 45                                                                                                 | 10 (25)                                                                                            | (10)                                                                                               | 25                                                                                                 |
| Олімпіада                           | 750         | 450        | 340 (бронза) 270 (4-е) | 135                                                                                                | 70                                                                                                 | 35                                                                                                 | 5                                                                                                  | | |
| АТР 500                             | 500         | 300        | 180                    | 90                                                                                                 | 45                                                                                                 | (20)                                                                                               | | | 20                                                                                                 |
| АТР 250                             | 250         | 150        | 90                     | 45                                                                                                 | 20                                                                                                 | (5)                                                                                                | | | 12                                                                                                 |
| Фінал Світового Туру ATP Challenger | 125^ 95m    | 75^ 45m    | 45^ 15m                | (15 за кожну перемогу на груповому етапі, +30 за перемогу у півфіналі, +50 за перемогу у фіналі)   | (15 за кожну перемогу на груповому етапі, +30 за перемогу у півфіналі, +50 за перемогу у фіналі)   | (15 за кожну перемогу на груповому етапі, +30 за перемогу у півфіналі, +50 за перемогу у фіналі)   | (15 за кожну перемогу на груповому етапі, +30 за перемогу у півфіналі, +50 за перемогу у фіналі)   | (15 за кожну перемогу на груповому етапі, +30 за перемогу у півфіналі, +50 за перемогу у фіналі)   | (15 за кожну перемогу на груповому етапі, +30 за перемогу у півфіналі, +50 за перемогу у фіналі)   |
| Challenger 125,000 +H               | 125         | 75         | 45                     | 25                                                                                                 | 10                                                                                                 | | | | 5                                                                                                  |
| Challenger 125,000                  | 110         | 65         | 40                     | 20                                                                                                 | 9                                                                                                  | | | | 5                                                                                                  |
| Challenger 100,000                  | 100         | 60         | 35                     | 18                                                                                                 | 8                                                                                                  | | | | 5                                                                                                  |
| Challenger 75,000                   | 90          | 55         | 33                     | 17                                                                                                 | 8                                                                                                  | | | | 5                                                                                                  |
| Challenger 50,000                   | 80          | 48         | 29                     | 15                                                                                                 | 7                                                                                                  | | | | 5                                                                                                  |
| Challenger 35,000 +H                | 80          | 48         | 29                     | 15                                                                                                 | 6                                                                                                  | | | | 5                                                                                                  |
| Futures 15,000 +H                   | 35          | 20         | 10                     | 4                                                                                                  | 1                                                                                                  | | | | |
| Futures 15,000                      | 27          | 15         | 8                      | 3                                                                                                  | 1                                                                                                  | | | | |
| Futures 10,000                      | 18          | 10         | 6                      | 2                                                                                                  | 1                                                                                                  | | | | |

- Світовий Тур ATP Мастерс 1000 — очки за кваліфікацію збільшуються до 12, якщо в основній сітці більше 56 гравців.
- Світовий Тур ATP 500 — очки за кваліфікацію збільшуються до 10, якщо в основній сітці більше 32 гравців
- Світовий Тур ATP 250 — очки за кваліфікацію збільшуються до 5, якщо в основній сітці більше 32 гравців

| Кубок Девіса     | Кубок Девіса | Кубок Девіса  | Кубок Девіса   | Кубок Девіса    | Кубок Девіса  | Кубок Девіса      |
| Раунд            | Раунд        | Виграний матч | Програний матч | Командний бонус | Бонус виступу | Підсумок          |
| ---------------- | ------------ | ------------- | -------------- | --------------- | ------------- | ----------------- |
| Одиночний розряд | Плей-оф      | 5(10)1        |                |                 |               | 15                |
| Одиночний розряд | 1 коло       | 40            | 102            |                 |               | 80                |
| Одиночний розряд | Чвертьфінал  | 65            |                |                 |               | 130               |
| Одиночний розряд | Півфінал     | 70            |                |                 |               | 140               |
| Одиночний розряд | Фінал        | 75            |                | 753             | 1254          | 150 / 2253 / 2754 |
| Одиночний розряд | Всього       | 500           |                | 500 — 5353      | 6254          | 6254              |
| Парний розряд    | Плей-оф      | 10            |                |                 |               | 10                |
| Парний розряд    | 1 коло       | 50            | 10             |                 |               | 50                |
| Парний розряд    | Чвертьфінал  | 80            |                |                 |               | 80                |
| Парний розряд    | Півфінал     | 90            |                |                 |               | 90                |
| Парний розряд    | Фінал        | 95            |                | 355             |               | 95 / 1305         |
| Парний розряд    | Всього       | 315           |                | 3505            |               | 3505              |

Очки в рейтинг ATP з 2009 року донині
Словник
Очки нараховуються тільки за участь у Плей-оф Світової групи Кубка Девіса та у Світовій групі Кубка Девіса. Очки за матчі, які нічого не вирішують, не нараховуються
1 Перемога в першому матчі дає 5 очок, перемога у другому — 10. Всього за Плей-оф можна заробити 15 очок.
2 Якщо гравець виграє свій матч у пізніших колах Кубка Девіса, то очки за поразку у першому колі знімуться. Тільки одна поразка може бути конвертована в очки.
3 Командний бонус — нагорода для гравця, що виграв 7 своїх індивідуальних матчів, якщо його команда перемагає на турнірі.
4 Бонус виступу — нагорода для гравця, що виграв усі 8 своїх індивідуальних матчів, якщо його команда перемогла на турнірі. У такому випадку не нараховується Командний бонус
5 Командний бонус — нагорода для пари, яка без змін у складі виграла усі 4 свої матчі, якщо їхня команда перемогла на турнірі.

## Поточний рейтинг
| Станом на 7 квітня 2025 | Станом на 7 квітня 2025   | Станом на 7 квітня 2025 | Станом на 7 квітня 2025 | Станом на 7 квітня 2025 |
| #                       | Гравець                   | Очки                    | Зміна                   |                         |
| ----------------------- | ------------------------- | ----------------------- | ----------------------- | ----------------------- |
| 1                       | Яннік Сіннер (ITA)        | 10,330                  | ▬                       |                         |
| 2                       | Александр Зверєв (GER)    | 7,645                   | ▬                       |                         |
| 3                       | Карлос Алькарас (ESP)     | 6,720                   | ▬                       |                         |
| 4                       | Тейлор Фріц (USA)         | 5,290                   | ▬                       |                         |
| 5                       | Новак Джокович (SRB)      | 4,510                   | ▬                       |                         |
| 6                       | Джек Дрейпер (GBR)        | 3,780                   | ▬                       |                         |
| 7                       | Каспер Руд (NOR)          | 3,765                   | ▬                       |                         |
| 8                       | Стефанос Ціціпас (GRE)    | 3,445                   | ▬                       |                         |
| 9                       | Андрій Рубльов (RUS)      | 3,440                   | ▬                       |                         |
| 10                      | Алекс де Мінор (AUS)      | 3,335                   | ▬                       |                         |
| 11                      | Данило Медведєв (RUS)     | 3,290                   | ▬                       |                         |
| 12                      | Гольгер Руне (DEN)        | 3,270                   | ▬                       |                         |
| 13                      | Томмі Пол (USA)           | 3,160                   | ▬                       |                         |
| 14                      | Бен Шелтон (USA)          | 2,690                   | ▬                       |                         |
| 15                      | Артюр Фіс (FRA)           | 2,670                   | ▬                       |                         |
| 16                      | Лоренцо Музетті (ITA)     | 2,650                   | ▬                       |                         |
| 17                      | Френсіс Тіафо (USA)       | 2,525                   | ▬                       |                         |
| 18                      | Григор Димитров (BUL)     | 2,492                   | ▬                       |                         |
| 19                      | Фелікс Оже-Аліассім (CAN) | 2,415                   | ▬                       |                         |
| 20                      | Юго Енбер (FRA)           | 2,335                   | ▬                       |                         |

| Рейтинг ATP (індивідуальний парний) станом на 31 січня 2022 | Рейтинг ATP (індивідуальний парний) станом на 31 січня 2022 | Рейтинг ATP (індивідуальний парний) станом на 31 січня 2022 | Рейтинг ATP (індивідуальний парний) станом на 31 січня 2022 | Рейтинг ATP (індивідуальний парний) станом на 31 січня 2022 |
| #                                                           | Гравець                                                     | Очки                                                        | Зміна                                                       |                                                             |
| ----------------------------------------------------------- | ----------------------------------------------------------- | ----------------------------------------------------------- | ----------------------------------------------------------- | ----------------------------------------------------------- |
| 1                                                           | Мате Павич (CRO)                                            | 10,105                                                      | ▬                                                           |                                                             |
| 2                                                           | Нікола Мектич (CRO)                                         | 9,670                                                       | ▬                                                           |                                                             |
| 3                                                           | Джо Солсбері (GBR)                                          | 9,440                                                       | ▬                                                           |                                                             |
| 4                                                           | Ражів Рам (USA)                                             | 9,213                                                       | ▬                                                           |                                                             |
| 5                                                           | Ніколя Маю (FRA)                                            | 7,690                                                       | ▬                                                           |                                                             |
| 6                                                           | Орасіо Себальйос (ARG)                                      | 7,640                                                       | ▬                                                           |                                                             |
| 7                                                           | Марсель Гранольєрс (ESP)                                    | 7,583                                                       | ▬                                                           |                                                             |
| 8                                                           | Філіп Полашек (SVK)                                         | 6,810                                                       | ▲ 1                                                         |                                                             |
| 9                                                           | П'єр-Юг Ербер (FRA)                                         | 6,660                                                       | ▼ 1                                                         |                                                             |
| 10                                                          | Хуан Себастьян Кабаль (COL)                                 | 5,570                                                       | ▬                                                           |                                                             |
| 10                                                          | Роберт Фара (COL)                                           | 5,570                                                       | ▬                                                           |                                                             |
| 12                                                          | Джон Пірс (AUS)                                             | 5,525                                                       | ▬                                                           |                                                             |
| 13                                                          | Іван Додіг (CRO)                                            | 5,115                                                       | ▬                                                           |                                                             |
| 14                                                          | Майкл Вінус (NZL)                                           | 4,871                                                       | ▲ 1                                                         |                                                             |
| 15                                                          | Кевін Кравіц (GER)                                          | 4,830                                                       | ▼ 1                                                         |                                                             |
| 16                                                          | Бруно Соарес (BRA)                                          | 4,600                                                       | ▬                                                           |                                                             |
| 17                                                          | Тім Пютц (GER)                                              | 4,495                                                       | ▲ 1                                                         |                                                             |
| 18                                                          | Горія Текеу (ROU)                                           | 4,410                                                       | ▼ 1                                                         |                                                             |
| 19                                                          | Джеймі Маррей (GBR)                                         | 4,253                                                       | ▬                                                           |                                                             |
| 20                                                          | Ніл Скупскі (GBR)                                           | 4,210                                                       | ▬                                                           |                                                             |

## Гравці, що були першою ракеткою світу
Нижче наведено список гравців, які досягали першого місця в рейтингу з моменту його запровадження у 1973 році.
| 0  | !a                  | !a                | January 1, 1967 | -9999 |  |
| 1  | Іліє Настасе        | 23 серпня 1973    | 40              |       |  |
| 2  | Джон Ньюкомб        | 3 червня 1974     | 8               |       |  |
| 3  | Джиммі Коннорс      | 29 липня 1974     | 268             |       |  |
| 4  | Бйорн Борг          | 23 серпня 1977    | 109             |       |  |
| 5  | Джон Макінрой       | 3 березня 1980    | 170             |       |  |
| 6  | Іван Лендл          | 28 лютого 1983    | 270             |       |  |
| 7  | Матс Віландер       | 12 вересня 1988   | 20              |       |  |
| 8  | Стефан Едберг       | 13 серпня 1990    | 72              |       |  |
| 9  | Борис Бекер         | 28 січня 1991     | 12              |       |  |
| 10 | Джим Кур'є          | 10 лютого 1992    | 58              |       |  |
| 11 | Піт Сампрас         | 12 квітня 1993    | 286             |       |  |
| 12 | Андре Агассі        | 10 квітня 1995    | 101             |       |  |
| 13 | Томас Мустер        | 12 лютого 1996    | 6               |       |  |
| 14 | Марсело Ріос        | 30 березня 1998   | 6               |       |  |
| 15 | Карлос Моя          | 15 березня 1999   | 2               |       |  |
| 16 | Євген Кафельніков   | 3 травня 1999     | 6               |       |  |
| 17 | Патрік Рафтер       | 26 липня 1999     | 1               |       |  |
| 18 | Марат Сафін         | 20 листопада 2000 | 9               |       |  |
| 19 | Густаво Куертен     | 4 грудня 2000     | 43              |       |  |
| 20 | Ллейтон Г'юїтт      | 19 листопада 2001 | 80              |       |  |
| 21 | Хуан Карлос Ферреро | 8 вересня 2003    | 8               |       |  |
| 22 | Енді Роддік         | 3 листопада 2003  | 13              |       |  |
| 23 | Роджер Федерер      | 2 лютого 2004     | 310             |       |  |
| 24 | Рафаель Надаль      | 18 серпня 2008    | 209             |       |  |
| 25 | Новак Джокович      | 4 липня 2011      | 320 (рекорд)    |       |  |
| 26 | Енді Маррей         | 7 листопада 2016  | 41              |       |  |

Останнє оновлення: 10 травня 2021

## Гравці, які закінчували рік на 1 місці рейтингу
Нижче наведено список гравців, яким вдавалося завершити календарний рік першою ракеткою світу.
| Рік  | Національність / гравець |
| 1973 | Іліє Настасе (1)         |
| 1974 | Джиммі Коннорс (2)       |
| 1975 | Джиммі Коннорс           |
| 1976 | Джиммі Коннорс           |
| 1977 | Джиммі Коннорс           |
| 1978 | Джиммі Коннорс           |
| 1979 | Бйорн Борг (3)           |
| 1980 | Бйорн Борг               |
| 1981 | Джон Макінрой (4)        |
| 1982 | Джон Макінрой            |
| 1983 | Джон Макінрой            |
| 1984 | Джон Макінрой            |
| 1985 | Іван Лендл (5)           |
| 1986 | Іван Лендл               |
| 1987 | Іван Лендл               |
| 1988 | Матс Віландер (6)        |
| 1989 | Іван Лендл               |
| 1990 | Стефан Едберг (7)        |
| 1991 | Стефан Едберг            |
| 1992 | Джим Кур'є (8)           |
| 1993 | Піт Сампрас (9)          |
| 1994 | Піт Сампрас              |
| 1995 | Піт Сампрас              |
| 1996 | Піт Сампрас              |

| Рік  | Національність / гравець |
| 1997 | Піт Сампрас              |
| 1998 | Піт Сампрас              |
| 1999 | Андре Агассі (10)        |
| 2000 | Густаво Куертен (11)     |
| 2001 | Ллейтон Г'юїтт (12)      |
| 2002 | Ллейтон Г'юїтт           |
| 2003 | Енді Роддік (13)         |
| 2004 | Роджер Федерер (14)      |
| 2005 | Роджер Федерер           |
| 2006 | Роджер Федерер           |
| 2007 | Роджер Федерер           |
| 2008 | Рафаель Надаль (15)      |
| 2009 | Роджер Федерер           |
| 2010 | Рафаель Надаль           |
| 2011 | Новак Джокович (16)      |
| 2012 | Новак Джокович           |
| 2013 | Рафаель Надаль           |
| 2014 | Новак Джокович           |
| 2015 | Новак Джокович           |
| 2016 | Енді Маррей (17)         |
| 2017 | Рафаель Надаль           |
| 2018 | Новак Джокович           |
| 2019 | Рафаель Надаль           |
| 2020 | Новак Джокович           |

## Гравці із найкращим рейтингом 2-5
Нижче наведено список гравців, які протягом кар'єри досягали місць з п'ятого по друге в рейтингу, проте ніколи не були першими.
| № 2 рейтингу       | № 2 рейтингу      |
| Гравець            | Дата досягнення   |
| ------------------ | ----------------- |
| Мануель Орантес    | 23 серпня 1973    |
| Кен Розвел         | 30 квітня 1975    |
| Гільєрмо Вілас     | 30 квітня 1975    |
| Артур Еш           | 10 травня 1976    |
| Міхаель Штіх       | 22 листопада 1993 |
| / Горан Іванишевич | 4 липня 1994      |
| Майкл Чанг         | 9 вересня, 1996   |
| Петр Корда         | 2 лютого 1998     |
| Алекс Корретха     | 1 лютого 1999     |
| Магнус Норман      | 12 червня 2000    |
| / Томмі Гаас       | 13 травня 2002    |
| Данило Медведєв    | 15 березня 2021   |

| № 3 рейтингу           | № 3 рейтингу      |
| Гравець                | Дата досягнення   |
| ---------------------- | ----------------- |
| Стен Сміт              | 23 серпня 1973    |
| Том Оккер              | 2 березня 1974    |
| Род Лейвер             | 9 серпня 1974     |
| Браян Готтфрід         | 19 червня 1977    |
| Вітас Ґерулайтіс       | 27 лютого 1978    |
| Яннік Ноа              | 7 липня 1986      |
| Серхі Бругера          | 1 серпня 1994     |
| Гільєрмо Кор'я         | 3 травня 2004     |
| Давід Налбандян        | 20 березня 2006   |
| Іван Любичич           | 1 травня 2006     |
| Микола Давиденко       | 6 листопада 2006  |
| Давид Феррер           | 8 липня 2013      |
| Стен Вавринка          | 27 січня 2014     |
| Милош Раонич           | 21 листопада 2016 |
| Александр Зверєв       | 6 листопада 2017  |
| Григор Димитров        | 20 листопада 2017 |
| Марин Чилич            | 29 січня 2018     |
| Хуан Мартін дель Потро | 13 серпня 2018    |
| Домінік Тім            | 2 березня 2020    |

| № 4 рейтингу     | № 4 рейтингу      |
| Гравець          | Дата досягнення   |
| ---------------- | ----------------- |
| Адріано Панатта  | 24 серпня 1976    |
| Рауль Рамірес    | 7 листопада 1976  |
| Роско Таннер     | 30 липня 1979     |
| Джин Маєр        | 6 жовтня 1980     |
| Хосе Луїс Клерк  | 3 серпня 1981     |
| Мілослав Мечирж  | 22 лютого 1988    |
| Пет Кеш          | 9 травня 1988     |
| Бред Гілберт     | 1 січня 1990      |
| Андрес Гомес     | 11 червня 1990    |
| Гі Форже         | 25 травня 1991    |
| Андрій Медведєв  | 16 травня 1994    |
| / Грег Руседскі  | 6 жовтня 1997     |
| Йонас Бйоркман   | 3 листопада 1997  |
| Ріхард Крайчек   | 29 березня 1999   |
| Тодд Мартін      | 13 серпня 1999    |
| Томас Енквіст    | 15 листопада 1999 |
| Ніколас Кіфер    | 10 січня 2000     |
| Тім Генман       | 8 липня 2002      |
| Себастьян Грожан | 28 жовтня 2002    |
| Джеймс Блейк     | 20 листопада 2006 |
| Робін Содерлінг  | 15 листопада 2010 |
| Кей Нісікорі     | 11 травня 2015    |
| Томаш Бердих     | 18 травня 2015    |

| № 5 рейтингу      | № 5 рейтингу    |
| Гравець           | Дата досягнення |
| ----------------- | --------------- |
| Ян Кодеш          | 13 вересня 1973 |
| Едді Дібс         | 24 липня 1978   |
| Гарольд Соломон   | 5 травня 1980   |
| Джимі Еріас       | 9 квітня 1984   |
| Андрес Яррид      | 22 липня 1985   |
| Кевін Куррен      | 22 липня 1985   |
| Анрі Леконт       | 22 вересня 1986 |
| Седрік Пйолін     | 8 травня 2000   |
| Іржи Новак        | 21 жовтня 2002  |
| Райнер Шуттлер    | 26 квітня 2004  |
| Гастон Гаудіо     | 25 квітня 2005  |
| Томмі Робредо     | 28 серпня 2006  |
| Фернандо Гонсалес | 29 січня 2007   |
| Жо-Вілфрід Тсонга | 27 лютого 2012  |
| Кевін Андерсон    | 16 липня 2018   |
| Стефанос Ціціпас  | 5 серпня 2019   |